# Bad Guys
Bad Guys é um filme de ação estadunidense de 2008.
Foi o primeiro filme produzido pelo cineasta brasileiro Frederico Lapenda.

## O Filme
O filme conta a história de quatro criminosos que se encontram com a intenção de criar uma droga, tendo que enfrentar a máfia e a polícia para isto.

### Elenco (Em ordem alfabética)
- Sherman Augustus - Eddie
- Lee Barron - Reporter
- Tracy-Marie Briare - Stripper
- Kate del Castillo - Zena
- Antonio Fargas - Flappy
- Michael Florie - Alemão
- Quinton 'Rampage' Jackson -  Leroy Johnson
- Art LaFleur - Shep
- Alexander Lee - Chop Shop Guy
- Ray Sefo - Cobra (O homem da Pizza)
- Mark Silverman - Ancora do jornal
- Danny Strong - Ashley
- Makoto Tanaka - Beretta Jap

### Prêmios e Indicações
| Ano  | Prêmio                      | Indicação                           | Indicado          | Resultado | Ref.        |
| ---- | --------------------------- | ----------------------------------- | ----------------- | --------- | ----------- |
| 2008 | Beverly Hills Film Festival | Melhor Produtor                     | Frederico Lapenda | Venceu    | [ 4 ] [ 5 ] |
| 2008 | Beverly Hills Film Festival | Melhor Ator                         | Sherman Augustus  | Venceu    | [ 4 ] [ 5 ] |
| 2008 | Beverly Hills Film Festival | Melhor Filme (Escolha da Audiência) |                   | Venceu    | [ 4 ] [ 5 ] |